# Stenocrates ariasi
Stenocrates ariasi är en skalbaggsart som beskrevs av Brett C.Ratcliffe 1978. Stenocrates ariasi ingår i släktet Stenocrates och familjen Dynastidae. Inga underarter finns listade i Catalogue of Life.